# 413護憲措施
413護憲措施（韩语：／）是由大韓民國總統全斗煥於1987年4月13日所發布的特別宣言。此談話帶有「維持（保護、守護及構成）現行憲法」的意義。

## 背景
1980年，在制定了第五共和國憲法後，全斗煥使用武力掌握政權，就任總統。在這之後，為緩和局勢，在申辦1986年亚洲运动会和1988年夏季奧運的同時，全斗煥提出了大統領任期限制、立法機關權力強化、宵禁解除及校服自主化等措施，來鞏固自己的支持基礎。雖然與此正相反的是，全斗煥對在野人士施以更加強硬的措施及鎮壓示威。
1985年2月12日國會選舉後，在野黨及民間人士批評經由第五共和國憲法間接選舉制選出的全斗煥總統並不民主，而且缺乏道德性及正當性，因此主張修改憲法，推行總統直選。1986年2月社會各界將總統直選制作為重點，使得爭取民主憲法的抗爭開始擴散。接著在在野黨新韓民主黨的千萬修憲連署運動的衝擊下，在社會上修憲的論調更加遠播。
同年7月30日，朝野一致成立憲法改正特別委員會。但由於執政黨民主正義黨主張內閣制，而在野黨主張總統直選，雙方南轅北轍，所以從一開始，修憲會談便遇到困難。在這之後，於1987年1月14日，發生了首爾大學學生朴鍾哲在治安本部南營洞對共分室接受調查時，受到拷問暴行死亡的事件。
因此，人民對於民主化的要求越趨強烈，進而促使了總統直選制修憲討論的展開。主要由於在野黨強硬地堅持總統直選制，拒絕與執政黨妥協，因此感受到政權受到威脅的執政黨轉而堅持現行憲法的間接選舉制，全斗煥進而於當年4月13日斷然中止修憲會談，而此行動被稱為413護憲措置。

## 特別宣言
1987年4月13日，全斗煥發表「大統領特別談話」（ 대통령 특별담화，意即總統特別談話）。以下為其特別談話的內容：
在任期即將屆滿，如此緊迫的時間之下，同時考量目前國家危急的態勢，本人必須做出以下重大決定。本人判斷在目前任內修憲是不可能的事情，而根據現行憲法，本人宣布將於明年2月25日任期屆滿時，將政權移交給繼任者。因此，為了確保和平轉移政權及首爾奧林匹克運動會這兩件國家大事順利進行，本人宣布終止分裂輿論，耗損國力又曠日費時的修憲商談。
本人的此項決定是為了避免亡國與實行國家目標，在現實情況下最好的判斷，所以誠摯地敦促各位敬愛的國民給予本人全方面的支持與信賴。在完成這兩項國家大事後，本人確信，如果有充分的時間再次思考修憲問題，是能制定出利於國家百年大計的良方的。在推進我們當今政治、國家和社會成長發展往符合先進國家的政治道路上前進的信念下，本人尚在任的這段期間，為了更加擴大民主發展的基礎、保障社會安定和促進國民和諧，也會更加堅定勇敢地推行這項措施。作為其中一項努力，為了擴大國民的政治參與，本人將計畫強制實施地方自治制度。如果這個問題盡早解決，及在本人的任期內，開始實行地方自治，這會是另一個有利於穩固民主發展基礎的準備。在此同時，本人想強調的事實是，這項措施是為了使我們現在的政治對應時代變遷與社會發展所堅持不懈的革新。我們無法將國家的未來發展寄託在習慣於舊時代與舊思維的人物身上。在這點上，起身帶領改變政治、嶄新且有效能的施政以及政黨廣泛地包容並培養新血的努力都是很必要的。

—1987年4月13月大統領全斗煥
在這之後，全斗煥總痛承諾，透過法定的選舉管理，會竭盡全力確保1987年舉行的選舉人團選舉與總統選舉，在自由競選得到保障的氛圍中，能沒有差錯的實施，又宣布在政黨大會上，根據黨綱程序及民主方式，早日選出能得到國民支持繼任總統的民主正義黨（執政黨）候選人。

## 餘波
政府高層相信這個談話會帶給國民莫大的期待。但「護憲措置」，按字面上理解，便只是根據現行憲法進行權力移轉，此談話反而造成反效果，點燃國民要求民主化的怒火。措施發表的同時，全國各地指責全斗煥想要長期執政的陰謀，而要求修憲的示威也接二連三出現。在這混亂中，與起初當局發表的內容相異，朴鍾哲的死亡是因拷問而致死的真相也被揭開。之後，人民的示威更加激烈，1987年6月10日在全國18個都市，開始了民主憲法爭取國民運動本部舉辦的大規模街頭集會。
最終，全斗煥在「我不能再這樣」做出決定後，透過執政黨總裁盧泰愚，發表了「時局收拾方案」(629宣言)。透過此方案，憲法定下「大統領經由直接選舉選出且五年任期」的規定，而根據此方案，執政黨的盧泰愚候選人當選，第五共和國也宣告終結。